# Deskriptive Psychologie
Deskriptive Psychologie bezeichnet die am Ende des 19. und zu Beginn des 20. Jahrhunderts in Deutschland herausragende geisteswissenschaftliche Psychologie mit Vertretern wie Franz Brentano (1838–1917), Wilhelm Dilthey (1833–1911), Eduard Spranger (1882–1963) und zum Teil auch Karl Jaspers (1883–1969).
Im Gegensatz zur Experimentalpsychologie, wie sie von Wilhelm Wundt (1832–1920) propagiert wurde, geht es bei den zu untersuchenden psychischen Eigenschaften weniger um kausalmechanische Erklärungsversuche. Vielmehr sollten die zu untersuchenden seelischen Eigenschaften phänomenologisch erfasst werden. Die Beschreibung soll nicht nur formalen Kriterien folgen, wie man es vielfach bei der Krankengeschichtsschreibung beobachtet, sondern eine Unmenge an Gleichgültigkeiten vermeiden. Verstehende Psychologie soll zu einem Blick für das Wesentliche verhelfen, zum Werkzeug einer Erkenntnisidee werden.(a) (a)

## Phänomenologie
Der Begriff Phänomenologie ist von Friedrich Hegel (1770–1831) für die Gesamtheit der Erscheinungen des Geistes in Bewusstsein, Geschichte und Denken gebraucht worden (vgl. Phänomen). Für Edmund Husserl (1859–1938) war die Phänomenologie zunächst identisch mit der deskriptiven Psychologie der Bewusstseinserscheinungen. Dem hat sich auch Jaspers angeschlossen. Die deskriptive Psychologie bzw. die Phänomenologie war für ihn eine Darstellung individuellen seelischen Erlebens. Später hat Husserl die Phänomenologie als Wesensschau betrachtet. Dem folgte Jaspers allerdings nicht. Die Phänomenologie gliederte sich für ihn daher in Innenpsychologie bzw. Ich-Bewusstsein und Außenpsychologie bzw. Gegenstandsbewusstsein. Außer systematischen Kategorien sind aber auch glückliche Formulierungen und kontrastierende Vergleiche gefordert.(b) Auch Hans Walter Gruhle (1880–1958) schloss sich der Methodik einer Wesensschau nicht an.

## Aktpsychologie
Eine wichtige Methode der Aktpsychologie ist die deskriptive Darstellung der intentionalen Akte. Diese Akte erhalten z. B. als Noesis ihren Sinn bzw. ihre Bedeutung, indem sie sich als Noemata konstituieren.(b)

## Geisteswissenschaftliche Psychologie

### Deskription und Beschreibung
Deskriptive Psychologie ist zunächst zu definieren hinsichtlich des gebräuchlichen begrifflich-sprachlichen Verständnisses von Deskription bzw. von Beschreibung (Nominaldefinition). Auch stellt sich die Frage nach einer methodisch-wissenschaftlichen Definition (Realdefinition). Unter ‚Deskription‘ (abgeleitet von lat. describere = beschreiben) wird im philosophischen Sprachgebrauch meist die geordnete Darlegung eines Sachverhalts verstanden. Diese soll eine möglichst klare und deutliche Vorstellung in natürlicher Sprache beim Empfänger der Darlegung vermitteln.(a)
Die beiden hier zitierten Lemmata „Beschreibung“ und „Deskription“ des Schmidtschen Lexikons verweisen zwar jeweils gegenseitig auf beide sinnverwandt gebrauchten Bezeichnungen, aber die entsprechenden Darlegungen sind im textlichen Vergleich doch nicht vollkommen identisch. Während „Beschreibung“ ganz allgemein als Darstellung eines Sachverhalts ausgewiesen wird, ist unter „Deskription“ die sprachliche Darstellung eines ‚erlebten‘ Sachverhalts gemeint. Die hiermit nur angedeutete Unterscheidung zwischen Beschreibung und Deskription wird noch deutlicher durch die skeptische Tradition seit der Antike gegenüber der – bei Beschreibung und Deskription – notwendig vorausgehenden Beobachtung. Skepsis ist angezeigt, insofern als das Erleben vornehmlich subjektiven Charakter besitzt und eine strenge Beobachtung die Aufmerksamkeit vom jeweils psychisch erlebten Gegenstand abzieht.(a)
Martin Heidegger (1889–1976) verweist auf den seiner Auffassung nach im Grunde tautologischen Begriff der deskriptiven Phänomenologie. Diese Bezeichnung verdeutliche die Forderung: »Zu den Sachen selbst!«. Deskriptive Psychologie wäre dann rein formal als Übernahme der phänomenologischen Methode auf dem Gebiet der Psychologie zu verstehen. Es ist damit also nichts Gegenständliches gemeint, sondern lediglich eine bestimmte Arbeitsweise. Eigentlicher Sinn der phänomenologischen Methode ist es, das aufzuzeigen, was sonst verborgen bliebe. Phänomenologische Deskription unterscheidet sich also von der botanischen Morphologie. Ontologie sei nur als Phänomenologie möglich. Das Aufzeigen der Phänomene gehe über das nur Gegebene hinaus, weil es ein Sinnverständnis ermögliche.
Franz von Kutschera (* 1932) unterscheidet einerseits zwischen ‚Subjektbezogenenheit des Beobachteten‘ bzw. subjektiv erlebten ‚Beobachtungsphänomenen‘ und andererseits ‚beobachteten Sachverhalten‘, die letztlich auch ohne emotionale Beteiligung geschildert werden können. Beides werde häufig miteinander verwechselt und sei daher entscheidend für gravierende zwischenmenschliche Missverständnisse. Eine solche Unterscheidung kann als Folge der Subjekt-Objekt-Spaltung angesehen werden bzw. als ein mehr oder weniger notwendiger Faktor von Subjektbezogenheit bei jeder Erkenntnis. Diese Spaltung ist angesichts immer vorhandener subjektiver Bindungen an die Außenwelt natürlich nie als vollständig anzusehen, sondern kann nur als ideale Trennung gelten. Es gibt nach Schopenhauers Ausdruck kein Objekt ohne Subjekt und kein Subjekt ohne Objekt.
Noch größer ist die Unterscheidung zwischen ‚Beschreibung‘ und ‚Deskription‘ bei Albert Menne (1923–1990). Er bestimmt ‚Deskription‘ indem sie einen Gegenstand hervorhebe durch Auswahl einer für diesen Gegenstand möglichst charakteristischen und typischen Eigenschaft, um ihn so von anderen abzugrenzen.(a) Vorgenannte Autoren Menne und Schischkoff stimmen im übrigen Zusammenhang darin überein, dass ‚Beschreibung‘ das Was und Wie einer Tatsache darlegen soll im Gegensatz zur ‚Erklärung‘, die im Sinne des naturwissenschaftlichen Kausalitätsbedürfnisses auf das Warum einer Sache eingehen muss. Mennes Bestimmung der ‚Deskription‘ ist allerdings bereits eher abgestimmt auf ganzheitliche Gegenstandsbereiche, auf die auch die deskriptive Psychologie anwendbar erscheint. So ist die Beschreibung ‚idealer Typen‘ durch Spranger zu erwähnen.
Spranger ist durch seine Persönlichkeitstypologie bekannt, wobei Persönlichkeit als unteilbares Ganzes aufgefasst wird. Er unterschied je nach Individualität den ökonomischen, theoretischen, ästhetischen, sozialen, politischen (Machtmenschen) und den religiösen Menschen.(a)

### Verstehende Psychologie
Verstehende Psychologie soll nicht nur Einblicke in das Seelenleben eines Menschen gewähren, sondern auch Einsicht in das übergeordnete Sozialgefüge einer Gruppe. Sie verfährt deduktiv und deskriptiv und zielt wie die Gestaltpsychologie auf das Erkennen von Komplexqualitäten wie Persönlichkeitsstrukturen, Begabungs- und Leistungsdispositionen, Sozial- und Lebensformen.(c) In der Soziologie sind somit deskriptive Untersuchungen ebenfalls üblich. Dabei geht es um theorieloses Registrieren von Eigenschaften oder um Beziehungen zwischen diesen Eigenschaften eines wissenschaftlich relevanten Gegenstands. Das Interesse an solchen Operationalisierungen wird durch das Auftreten von Invarianzen geweckt, d. h. von Größen, die trotz des Eintretens von gewissen Veränderungen unveränderlich bleiben. Auch Kombinationen von Zusammenhängen räumlicher und zeitlicher Art sind erhellende Untersuchungsergebnisse. Mit der Übernahme vorgeschriebener Operationalisierungen oder Protokollvorschriften setzt sich der Forscher jedoch dem Vorwurf des wissenschaftlichen Empirismus aus. Die Spontanität seines Erlebens wird damit verringert.

### Kulturwissenschaften
Die geisteswissenschaftlich von Husserl und Dilthey begründete Psychologie geht von der Intentionalität aus, wie sie Husserls Lehrer Brentano als charakteristisch für das Verständnis des Seelischen annahm. Spranger führte diese Lehren fort. Danach reicht es nicht aus, dass konstituierende Elemente von Empfindungen und anderen einfachen Erfahrungen das geistige Leben eines Individuums bestimmen. Die Elemente der deskriptiven Psychologie seien vielmehr „strukturiert“. Die Intentionalität sei somit insbesondere auf die Kulturwissenschaften zu richten bzw. auf sie auszudehnen. Diese Wissenschaften verstehen Kultur als eine Ganzheit. Zwischen den äußeren und den inneren Strukturen jedes Einzelwesens bestehe ein sinnvoller Zusammenhang.(b) (b)
Um objektive Gültigkeit der Aussagen zu gewinnen, ist es sinnvoll, sich auf bereits gegebene Werke der Kultur zu beziehen, da „alle kulturellen Erscheinungen an das Seelische gebunden sind“. Die Vernachlässigung der subjektiven Beteiligung an der Außenwelt hat zu dem Begriff Objektivismus geführt.(d)

### Introspektion
Voraussetzung zur Erforschung eines unbekannten Gegenstandes oder Sachgebiets ist das subjektive Sich-Einfühlen in das gegenständlich zu Erforschende. Das zeigt sich insbesondere in der vergleichenden Psychiatrie. Die sprachliche Darstellung individueller seelischer Erlebnisweisen durch dritte Personen (Fremdbeobachtung) wird auf diese Weise erleichtert. Sie erfordert seitens dieser Person sowohl Verwunderung und emotionales Engagement als auch sachliche Distanz – dies gilt als Vorbedingung bei jeder Art von Forschung.(b) Die Parallele zu den Geisteswissenschaften ist sicherlich darin zu suchen, dass Aristoteles im Staunen (griechisch θαυμάζειν „thaumazein“) den Beginn des Philosophierens sieht. Dies leitet über zu den Feststellungen von Francis Galton (1822–1911), der sich überlegte, wie die Gegensätze von Sachlichkeit und psychischer Beteiligung miteinander vereint werden können. Seine Methode der Wahl bestand in der zeitversetzten Berücksichtigung beider Gesichtspunkte, zuerst der möglichst unbeeinflussten grundlegenden psychischen Ablaüfe, dann der analytischen Bearbeitung dieser Prozesse. Francis Galton begründete so die empirisch-experimentelle Untersuchung von Assoziationen. Dies jedoch führte zwar zu einer Differenzierung der Introspektion als wissenschaftlicher Methode, entspricht jedoch nicht der deduktiven Vorgehensweise, wie sie die verstehende Psychologie, insbesondere aber Dilthey mit seiner Schrift von der beschreibenden und zergliedernden Psychologie im Sinn hatte.

### Diltheys Ansatz
Diltheys beschreibende und zergliedernde Psychologie geht von der unmittelbaren Erfahrung des gegebenen Erlebnisses aus. Das Einzelne sollte dann deduktiv aus diesen Zusammenhängen abgeleitet werden. Damit wollte sich Dilthey von der Elementenpsychologie unterscheiden, die solche Elemente als primär gegeben ansah und komplexe Qualitäten als zusammengesetzt aus diesen. Diltheys Vorstellung entspricht damit einem erkenntnistheoretischen Abwärts-Effekt.

### Würdigung
Es ist logisch einleuchtend, dass man sich in der Regel gewisse wichtige Tatsachen entgehen lässt, indem man ein psychologisches Problem unter einem einschränkenden und konkretistischen theoretischen Gesichtspunkt wie etwa des Sensualismus untersucht und sich hierauf konzentriert. Aber auch der umgekehrte Weg ist nicht unbedingt sicher. Indem man nämlich so verfährt und sich seiner eigenen Anschauung überlässt, sein Gesichtsfeld somit zwar erweitert, befördert man möglicherweise die Kenntnis bislang unbemerkt gebliebener Tatsachen und Wechselbeziehungen (Seinskategorien), entfernt sich jedoch evtl. auch von rein empirischen Tatsachen (Realkategorien).(c)
Jaspers anerkennt, dass es unserer kritischen Selbstbesinnung dienlich ist, sich bewusst zu werden, was in unserer Weltanschauung unbewusst mitenthalten ist. Dies bewahrt vor zu einfachen und abschließenden Grundvorstellungen, Vorurteilen und Verabsolutierung von Methoden, Kategorien, ferner vor Verwechslung von Wissbarkeit und Glaubensüberzeugung.(c) Da infolge der Zurückhaltung vor zu einfachen und abschließenden Grundvorstellungen eine gewisse grundlegende Skepsis vor Annahmen angebracht ist, von denen andere Erklärungen abgeleitet werden, ist es bisweilen erforderlich, sich mit partiellen Erklärungen abzufinden. Absolutheitsanspruch einer Theorie ist dann vorhanden, wenn sie den Anspruch erhebt, eine vollständige Erklärung eines Phänomens zu sein, indem eben dieses Phänomen gänzlich auf andere Grundvorstellungen reduziert wird. Émile Meyerson (1859–1933) folgert, dies bedeute, das zu erklärende Phänomen überhaupt zu leugnen, weil jedes Phänomen seine Eigenart besitzt.

### Kritik
Wenn Dilthey auch zuzustimmen ist, vor allem was den weiter entwickelten Ansatz der pädagogischen Psychologie unter dem Einfluss von Spranger betrifft, so stellt sich doch die Frage, ob der geisteswissenschaftlichen oder der naturwissenschaftlichen Richtung eine dominierende Bedeutung zuzuschreiben ist. Die Diskussionen zwischen naturwissenschaftlich denkenden Elementaristen und geisteswissenschaftlich ausgerichteten Generalisten bzw. Ganzheitsanhängern wurden häufig jeweils mit einem Absolutheitsanspruch geführt. Die Streitfrage, ob Psychologie eine empirische Wissenschaft, und damit ob sie an naturwissenschaftlichen Fakultäten zu unterrichten sei oder nicht ist als wenig ergiebig anzusehen. Gegen die deduktive philosophische Richtung in der Psychologie ist von Jaspers eingewendet worden, dass sich diese Einstellung meist mit ethischen und anderen Wertungen verband, insbesondere mit einer moralisierenden und theologischen Tendenz.(d) Solche Tendenzen verkörperte etwa die moralische Behandlung im 19. Jahrhundert.